# Luis Bolaños
Luis Alberto Bolaños León, mais conhecido como Bolaños, é um futebolista equatoriano.
Foi revelado pela Liga Deportiva Universitária do Equador e teve uma rápida passagem pelo Macará. Após a passagem pelo Macara Ambato, Bolaños retornou a LDU e foi campeão da Libertadores, em 2008. Em 2009 acertou sua transferência para o Santos FC. Atualmente é chamado para a seleção do Equador.
No Santos FC, Bolaños teve poucas oportunidades de mostrar seu futebol, fez poucos jogos, nos jogos que entrou não se firmou e por problemas de relacionamento deixou de ser relacionado, acabou acertando sua rescisão com o Santos FC em 7 de maio de 2009, ele pertence ao Grupo Sondas e foi repassado ao Internacional, assinando por 4 anos com o clube colorado. Logo no seu primeiro jogo pelo Inter no Beira-Rio, Bolaños marca três gols, numa partida contra o Coritiba pelo primeiro turno do Campeonato Brasileiro.
Bolaños não demonstrou boas atuações ao longo do ano pelo Inter, perdendo cada vez mais espaço.
No dia 4 de novembro de 2011 em partida válida pela Copa Sulamericana, Bolaños marcou o gol da vitória do time da LDU contra a equipe paraguaia do Libertad pelo placar de 1 x 0 no Equador.

## Títulos
LDU
- 2003 – Campeonato Equatoriano de Futebol
- 2007 – Campeonato Equatoriano de Futebol
- 2008 – Copa Libertadores da América

Internacional
- Copa Suruga Bank: 2009.